# A Christmas Cornucopia
A Christmas Cornucopia —en español: Un cuerno de la abundancia navideño—  es el segundo álbum de versiones de la cantautora escocesa Annie Lennox, publicado en noviembre de 2010. Fue el primer álbum de Lennox tras firmar con Universal Music Group (Island Records en el Reino Unido, Decca en los EE. UU. y Europa) siguiendo su salida de Sony BMG, que había sido su firma durante casi 30 años. Fue también su segundo álbum de versiones (después de Medusa en 1995) y el primero basado en la música navideña.
El álbum es una colección de los villancicos favoritos de Lennox, aunque incluye una pista original escrita por Lennox, «Universal Child», que fue publicada digitalmente como un sencillo el 12 de octubre de 2010. Se estrenó un vídeo musical para la versión de Lennox del villancico clásico «God Rest Ye Merry Gentlemen» el 4 de noviembre de 2010, que fue publicado como el segundo sencillo digital del álbum.

## Recepción
Metacritic le da a A Christmas Cornucopia una ponderada puntuación media de 73 basada en 9 reseñas, significando «reseñas generalmente favorables». Ian Wade de BBC Music le dio al álbum una reseña muy positiva, diciendo «esta colección podría convertirse en una parte tan importante de la época navideña como las discusiones con los seres queridos.» Sal Cinquemani de Slant Magazine adjudicó al álbum un 3,5/5 y dijo «Lennox parece más inspirada en A Christmas Cornucopia de lo que lo ha estado en años.» John Hunt de la revista Qatar Today le dio al álbum 9/10 y dijo «en particular, el trabajo vocal y la estructura musical de "God Rest Ye Merry Gentlemen" son impactantes hasta el punto de ser intimidantes.»

## Lista de canciones
| N.º | Título                                            | Escritor(es)                                  | Duración |  |
| 1.  | «Angels from the Realms of Glory»                 | James Montgomery                              | 4:00     |  |
| 2.  | «God Rest Ye Merry Gentlemen»                     | Tradicional                                   | 3:32     |  |
| 3.  | «See Amid the Winter's Snow»                      | Edward Caswall, John Goss                     | 3:31     |  |
| 4.  | «Il est né le divin enfant»                       | Tradicional                                   | 3:37     |  |
| 5.  | «The First Noel»                                  | Tradicional                                   | 4:40     |  |
| 6.  | «Lullay Lullay (The Coventry Carol)»              | Tradicional                                   | 3:13     |  |
| 7.  | «The Holly and the Ivy»                           | Tradicional                                   | 3:37     |  |
| 8.  | «In the Bleak Midwinter»                          | Christina Rossetti                            | 3:31     |  |
| 9.  | «As Joseph was a Walking (The Cherry Tree Carol)» | Geoffrey Shaw                                 | 3:59     |  |
| 10. | «O Little Town of Bethlehem»                      | Phillips Brooks                               | 3:33     |  |
| 11. | «Silent Night»                                    | Joseph Mohr, Franz Gruber, John Freeman Young | 3:49     |  |
| 12. | «Universal Child»                                 | Annie Lennox                                  | 4:14     |  |

## Créditos
- Matt Allison – ingeniero
- Marcus Byrne – ingeniero
- Annie Lennox – acordeón, tambores africanos, percusión africana, arreglista, dulcémele, piano Rhodes, flauta, armonio, teclado, marimba, arreglos orquestales, zampoña, percusión, piano, órgano, productor, santur, arreglos de cuerda, triángulo, vibráfono, percusión vocal, voz, susurro, silbido, Wurlitzer
- Heff Moraes – mezcla, consultor de mezcla
- Mike Owen – fotografía
- Dave Robbins – director
- Mark Stevens – tambores africanos, ingeniero, percusión
- Mike Stevens – arreglista, bajo, drones, ingeniero, glockenspiel, guitarra acústica, guitarra de cuerdas de nylon, teclado, mezcla, caja de música, arreglos orquestales, órgano, Órgano Hammond, laús árabe, productor, programador, arreglos de cuerda, cuerdas
- Barry Van Zyl – tambores africanos, percusión

## Listas

### Mejores posiciones
| Lista (2010)                      | Posición |
| --------------------------------- | -------- |
| Listas musicales de Australia     | 76       |
| Austrian Albums Chart             | 35       |
| Belgian Albums Chart (Flanders)   | 74       |
| Belgian Albums Chart (Wallonia)   | 64       |
| Canadian Albums Chart             | 19       |
| Dutch Albums Chart                | 60       |
| French SNEP Albums Chart          | 115      |
| German Media Control Albums Chart | 37       |
| Irish Albums Chart                | 58       |
| Swedish Albums Chart              | 24       |
| Swiss Albums Chart                | 38       |
| UK Albums Chart                   | 16       |
| U.S. Billboard 200                | 35       |
| U.S. Billboard Top Holiday Albums | 7        |

### Listas de fin de año
| Lista (2011)       | Posición |
| ------------------ | -------- |
| U.S. Billboard 200 | 185      |

### Certificaciones
| Certificaciones de A Christmas Cornucopia |     |     |   |         |
| Reino Unido                               | BPI | Oro | ● | 100 000 |

## Historial de publicación
| Región         | Fecha                   | Firma          | Formato              | Catálogo   |
| -------------- | ----------------------- | -------------- | -------------------- | ---------- |
| Alemania       | 12 de noviembre de 2010 | Decca Records  | CD, descarga digital | B0043A0PXU |
| Alemania       | 12 de noviembre de 2010 | Decca Records  | LP                   | B0043A0PY4 |
| Reino Unido    | 15 de noviembre de 2010 | Island Records | CD, descarga digital |            |
| Irlanda        | 15 de noviembre de 2010 | Island Records | CD, descarga digital |            |
| Estados Unidos | 16 de noviembre de 2010 | Decca Records  | CD, descarga digital |            |
| Estados Unidos | 23 de noviembre de 2010 | Decca Records  | LP                   |            |

- Datos: Q3602390